# Institut světelného designu
Institut světelného designu (ISD) je nezisková organizace v Praze, která tvoří zázemí pro vzdělávání a rozvoj znalostí světelných techniků a popularizaci oboru mezi veřejností. Je jedním z projektů České organizace scénografů, divadelních architektů a techniků (ČOSDAT), na jehož adrese v barokním Manhardtském paláci v Celetné ulici v Praze 1 má také své sídlo.
Cílem organizace je rozvoj výuky a kvality světelného designu v Česku a popularizaci oboru mezi veřejností. Mezi jeho další stěžejní vzdělávací aktivity patří i veřejné instalace, publikační činnost, překlady, konzultace, přednášky, sympózia a účast na mezinárodních projektech a studijních pobytech.
Hlavním nástrojem k prosazení těchto cílů jsou odborné workshopy pro zainteresované jednotlivce i veřejnost, ve kterých probíhá praktickou formou výuka profesionály z oboru. Vedle toho se Institut podílí na veřejných světelných instalacích, z nichž nejznámější je osvětlení gloriety amerického velvyslanectví  pro Prague Pride.

## Činnost
Institut světelného designu působí v osvětové a vzdělávací činnosti od roku 2008 pomocí těchto hlavních prostředků:
- Workshopy
- Cena za světelný design
- Evropská škola světelného designu
- Popularizace světelného designu
- Vytváření oborové sítě profesionálů

### Workshopy
Hlavní náplní činnosti Institutu světelného designu jsou praktické dílny, které jsou vedeny renomovanými profesionály jak ze zahraniční, jako je například Nick Moran,   tak výraznými osobnostmi z domácí scény. Obvykle jsou několikadenní soustředění zaměřena na jeden z aspektů problematiky světelného designu. Účastníci se tak ihned prakticky setkávají nejen s teoretickou znalostí, ale i se způsoby organizace a řešení dané problematiky. Dílny se často realizují mimo jiné ve spolupráci s festivaly, přehlídkami a kulturními akcemi.

### Cena za světelný design
Během festivalu  Česká taneční platforma či dříve festivalu ZlomVaz  uděluje tříčlenná mezinárodní porota od roku 2009 Cenu za světelný design za divadelní představení tomu světelnému designérovi, který podle posouzení poroty nejlépe pracoval se světlem v představeních daného roku. Předními kritérii jsou kvalita technické realizace ve vztahu s originalitou a designem a jeho soulad s ostatními složkami daného představení. Udělování cen je součástí strategie, jak propagovat světelný design a pracovat na hledání kritérií jeho hodnocení v diskusi mezi znalci.

### Evropská škola světelného designu
Evropská škola světelného designu byl víceletý projekt, ve kterém spolupracovali Institut světelného designu se svou nizozemskou obdobou Instituut Lichtonwerpen a slovenskou sítí pro nezávislou kulturu Anténa.  Ze spolupráce vzešla série devíti mezinárodních dílem v dotyčných státech. Během pražského Quadrienalle v roce 2015 se odehrávalo odborové setkání světelných designérů nazvané Light Spot.   Výsledkem spolupráce se stal i online kurs světelného designu v angličtině založený na práci a reflexi mnoha profesionálů z oboru. Kurs je strukturován do šesti hlavních témat, které pohlíží na světelný design z různých hledisek. Obsahuje přes 300 stran textu a značné množství doprovodného obrazového materiálu.

### Popularizace světelného designu
Rozšiřování povědomí o oboru se děje jednak prostřednictvím světelných instalací pro veřejnost, jednak jejím seznamováním s problémy a obzory oboru. Mezi známými instalacemi je osvětlení gloriety zahrady amerického velvyslanectví do barev duhy, které reprezentuje duhovou vlajku LGBT hnutí pro pochod Prague Pride .  Jednotliví autoři přispívají do časopisu Světlo v rámci rubriky Světelný design v Kostce a jsou na různých platformách vydávány rozhovory a pořádány diskuse či konference.

### Vytváření oborové sítě profesionálů
Institut buduje oborovou síť profesionálů, kteří tak mají možnost konzultovat svou práci nebo být informován o doprovodných aspektech působení na přehlídkách a konferencích po světě. Na výuku navazují diskusní setkání s umělci či exkurse, kde umělci a studenti navazují vzájemné kontakty.